# Селарон, Хорхе
Хорхе Селарон (порт. Jorge Selarón, 1947, Лимаче — 10 января 2013, Рио-де-Жанейро) — чилийский художник и керамист, создатель знаменитой лестницы в Рио-де-Жанейро.

## Биография
Родился в 1947 году в Чили. В 1983 году в Рио-де-Жанейро, в не очень престижном месте — в районе Лапа. Стал известен публике из-за украшения лестницы в 215 ступеней разноцветными плитками, которая в честь него стала называться лестницей Селарона. Он начал работу в 1990 году, и каждый день украшал ее. В 2005 году лестница стала визитной карточкой Рио-де-Жанейро, и Селарон стал почётным гражданином города Рио-де-Жанейро. Эта работа длилась около 20 лет, пока он не умер 10 января 2013 года на ступенях своей лестницы в возрасте 65 лет. Основная версия смерти — самоубийство.
В 2016 году лестница стала частью презентации Рио-де-Жанейро на Олимпийских играх.